# Cim Baix de les Arques
El Cim Baix de les Arques és una muntanya de 2.782 metres que es troba al municipi de Queralbs, a la comarca catalana del Ripollès.